# Parque Científico Tecnológico de Gijón
El Parque Científico Tecnológico de Gijón (PCTG) es un parque científico ubicado en Cabueñes, Gijón (Asturias). Forma parte de la Milla del Conocimiento Margarita Salas, conformando su principal equipamiento económico-científico. Está gestionado por Gijón Impulsa (Promoción Empresarial y Turística de Gijón, S.A., anteriormente denominada Centro Municipal de Empresas de Gijón S.A.)
Es el alojamiento de 194 empresas, la mayoría relacionadas con la industria o la tecnología y que empleaban a 5 262 personas en 2022.
Su superficie actual es de 235.000 metros cuadrados, con 35 parcelas de las cuales 4 están libres. Un tercio del PCTG son zonas verdes. 
El PCTG es miembro de la Asociación Internacional de Parques Científicos y Áreas de Innovación (IASP) y de la Asociación de Parques Científicos y Tecnológicos de España (APTE).

## Historia
Es el único en España impulsado enteramente por la iniciativa de un ayuntamiento. Ocupa terrenos de la antigua Fundación José Antonio Girón, destinados a usos de la Universidad Laboral de Gijón, por lo que el terreno fue gratuito. Existe cierta polémica sobre la idoneidad de su ubicación, ya que su carácter industrial se encuentra demasiado cerca y molestando arquitectónicamente al histórico edificio universitario. La idea seminal surge al final de los años 1980, en las cabezas de algunos profesores del cercano campus de Gijón de la Universidad de Oviedo, y es incorporada al primer Plan Estratégico de la ciudad (1991-1999). Su inauguración tuvo lugar en octubre de 2000. 

### Ampliaciones
En 2009 se realizó la primera ampliación del PCTG en Somió, en las instalaciones de la antigua Granja Covadonga de la Universidad Laboral de Gijón, que también fue sede del Instituto de Técnicas Educativas (ITE), trasladado a Alcalá de Henares en 1972, y del Instituto de Ciencias Sociales del Trabajo (INTRA), por lo que a esta ampliación se la denominó Centro de empresas INTRA, ocupando los antiguos dormitorios (INTRA 1), y la antigua escuela taller (INTRA 2), con financiación del plan E, además de los silos, y el antiguo secadero de tabacos, con financiación privada.   
Se va a realizar una segunda ampliación del PCTG, también en Somió, en la finca de la Estación Pecuaria Regional de Asturias, antigua quinta de Fernando María Muñoz y Borbón, duque de Riánsares y de Tarancón, por lo que se conocía como "Quinta del Duque". En diciembre de 2024, el Ayuntamiento de Gijón adjudicó a la empresa Dragados la ejecución de las obras de urbanización de la fase 1 de la ampliación del Parque Científico y Tecnológico, que abarcan 55.417 metros cuadrados colindantes con la avenida de la Pecuaria, y en febrero de 2025 comenzaron las obras con la firma del acta de replanteo de los terrenos, en los que se incluye la primera parcela vendida de la ampliación, de 10.045 metros cuadrados, cuya venta ha sido adjudicada a la Universidad Europea para la construcción de su campus en Asturias.

## Comunicaciones
El parque principal se encuentra en la calle Luis Moya Blanco, 82, enfrente de la Universidad Laboral y bordeado por la N-632. Dentro del parque hay una gran red de viales que permite su intercomunicación. Por autobús se conecta con el resto de la ciudad mediante las líneas de Emtusa 1, 2, 10, 18, 35 y E71 principalmente.